# Nancy Kissinger
Nancy Sharon Kissinger (apellido de soltera Maginnes; Nueva York, 13 de abril de 1934) es una filántropa y socialité estadounidense, viuda del exsecretario de Estado de Estados Unidos Henry Kissinger. La pareja se casó el 30 de marzo de 1974 en Arlington, Virginia.

## Biografía

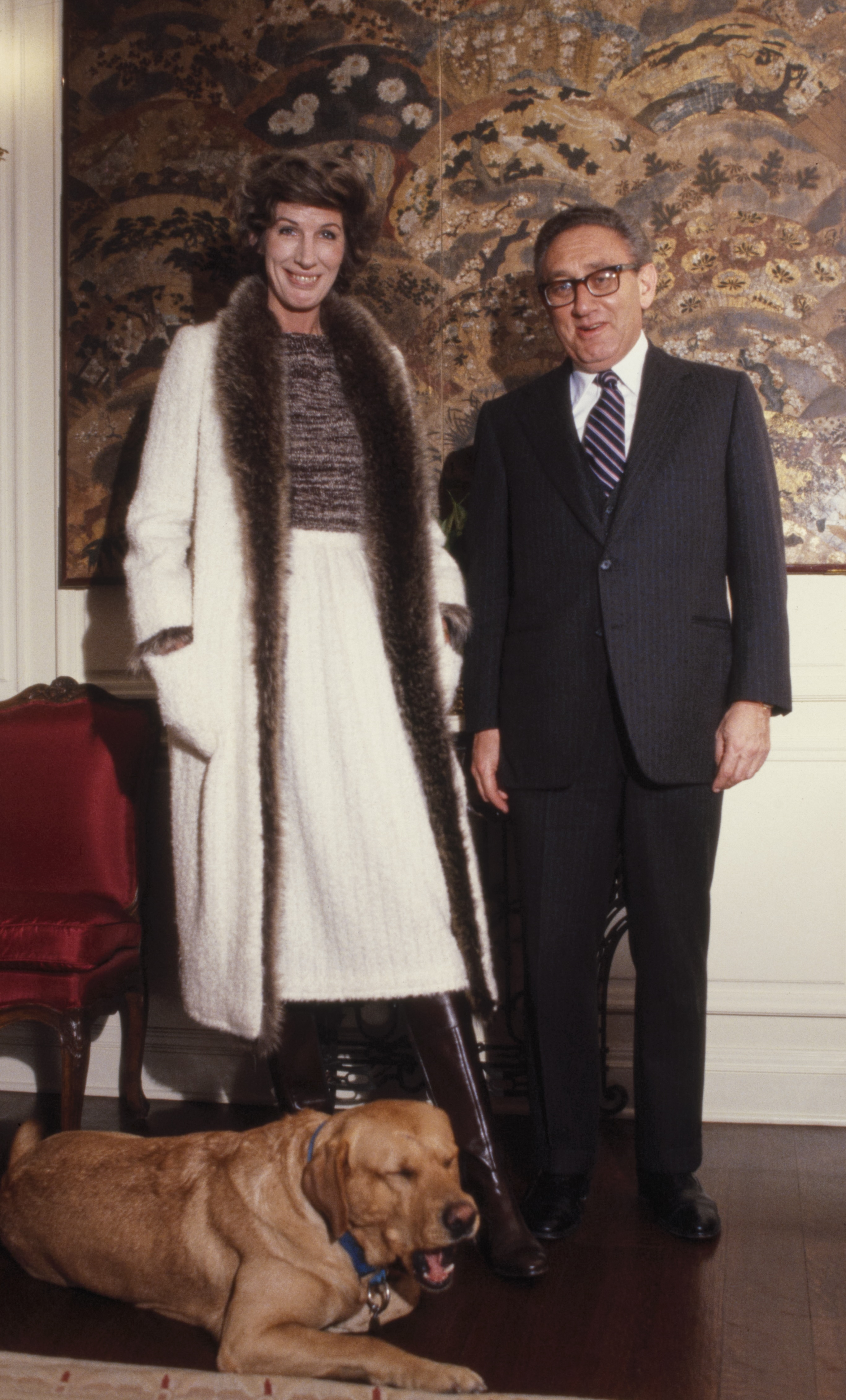
Nancy y Henry Kissinger en su apartamento de Nueva York con su perro Tyler, 1978

Nancy Maginnes nació en Manhattan y creció en White Plains, Estado de Nueva York. Asistió a The Masters School en Dobbs Ferry. Sus padres eran Agnes (nacida McKinley) y Albert Bristol Maginnes, un rico abogado y jugador de fútbol. Recibió una licenciatura en historia en 1955 del Mount Holyoke College.
Antes de casarse, fue asistente durante mucho tiempo del gobernador de Nueva York Nelson Rockefeller, recomendado en 1964 por Kissinger, entonces profesor en Harvard, donde ella era estudiante. Su primer trabajo fue como investigadora de Kissinger en un grupo de trabajo de Rockefeller. Continuó trabajando para Rockefeller en el Rockefeller Brothers Fund después de que el grupo de trabajo terminó sus labores.Más tarde se convirtió en directora de estudios internacionales de la Comisión de Opciones Críticas para los Estadounidenses de Rockefeller.